# Cecily Sash
Cecily Sash (* 1924 in Delmas, Transvaal; † 2019 in Presteigne, Wales) war eine südafrikanische Malerin, Bildhauerin und Lehrerin, die vor allem für ihre abstrakten Gemälde und Mosaikarbeiten bekannt ist. Sie war Mitbegründerin der Amadlozi Group, einer Künstlervereinigung, die sich auf afrikanische und moderne Ausdrucksformen konzentrierte und mit anderen bekannten Künstlern wie Cecil Skotnes und Sydney Kumalo zusammenarbeitete.

## Leben
Cecily Sash begann ihre künstlerische Ausbildung am Wits Technical College bei Maurice Van Essche, einem Schüler von Henri Matisse. Später studierte sie an der Chelsea School of Art und der Camberwell School of Art in London bei renommierten Künstlern wie Henry Moore und Victor Pasmore.
Cecily Sash kehrte nach Südafrika zurück und begann eine Karriere als Lehrerin, unter anderem an der Jeppe High School for Girls und an der University of the Witwatersrand in Johannesburg. Ihr Werk umfasst eine Vielzahl von Techniken und Stilen, von linearer Sachlichkeit bis hin zu expressiver, dekorativer Abstraktion. Sie schuf bedeutende öffentliche Kunstwerke wie das Mosaik für die Transvaal Provincial Administration (1963) und das Jan Smuts Airport Terminal (1968). Sash stellte ihre Werke regelmäßig international aus, unter anderem auf der Biennale von São Paulo und der Biennale von Venedig.
In den 1970er Jahren zog Cecily Sash nach Großbritannien, wo sie ihre künstlerische Laufbahn fortsetzte. Sie stellte unter anderem in den Millinery Works in London und in der Harris Gallery in Poole aus. Neben ihrer künstlerischen Arbeit schrieb sie Texte über Kunst und veröffentlichte eine Monografie über die Malerin Jean Miller. Cecily Sashs Werke befinden sich in bedeutenden Sammlungen in Südafrika, darunter die Constitutional Court Art Collection.
Cecily Sash verstarb 2019 in Presteigne, Wales. Ihr Werk wurde posthum in der Assembly Rooms Gallery in Presteigne ausgestellt und bleibt ein wichtiger Teil der südafrikanischen und internationalen Kunstgeschichte.